# 多斑嶺鰍
多斑嶺鰍（學名：Oreonectes polystigmus），為輻鰭魚綱鯉形目條鰍科嶺鰍屬的其中一種。分布於亞洲中國廣西壯族自治區桂林市雁山區、富川縣等地下溶洞，本魚體延長，頭平扁，口下位，唇光滑，觸鬚3對，除頭部外，身體被小鱗片，側線不完全，體褐色，身體布滿不規則黑色斑點，體中央具一條黑色條紋，尾鰭截形，背鰭軟條9-10條，臀鰭軟條7條，脊椎骨34-37個，體長可達5.8公分，棲息在洞穴底層水域，生活習性不明。

## 扩展阅读
維基物種上的相關：多斑嶺鰍